# Operação Keelhaul
A Operação Keelhaul foi uma repatriação forçada de civis russos (cidadãos não soviéticos) e cidadãos soviéticos para a União Soviética. Enquanto a repatriação forçada se concentrava em prisioneiros de guerra das Forças Armadas Soviéticas da Alemanha e membros do Exército de Libertação da Rússia, incluía outros cidadãos soviéticos sob controle aliado. A repulsão, a repatriação forçada de pessoas em perigo de perseguição, é uma violação dos direitos humanos e uma violação do direito internacional. Assim, a Operação Keelhaul foi chamada de crime de guerra, especialmente em relação aos muitos civis forçados a campos de trabalho soviéticos, muitos dos quais nunca tinham sido cidadãos soviéticos, tendo fugido da Rússia antes do fim da Guerra Civil Russa.
A operação foi realizada no norte da Itália e na Alemanha por forças britânicas e americanas entre 14 de agosto de 1946 e 9 de maio de 1947.  Iugoslavos e húngaros anticomunistas, incluindo membros do regime fascista de Ustaše que dirigia o campo de concentração de Jasenovac, também foram repatriados à força para seus respectivos governos.
Três volumes de registros, intitulados "Repatriação Forçada de Cidadãos Soviéticos Deslocados - Operação Keelhaul", foram classificados como ultrassecretos pelo Exército dos EUA em 18 de setembro de 1948 e possuem o número de arquivo secreto 383.7-14.1.